# Karl Segebrock
Karl Segebrock (* 4. Januar 1872 in Mitau (lettisch Jelgava) im Gouvernement Kurland, heute zu Lettland, damals Teil Russlands; † 20. Oktober 1896 in Akeri am Mount Meru, Tansania) war ein evangelisch-lutherischer Missionar. Er gilt als christlicher Märtyrer.

## Leben
Karl Segebrock wurde als zweiter Sohn eines Tischlers geboren. Nach dem Besuch der Volksschule ging er zur Kaiser-Alexander-Schule. Von 1887 bis 1888 arbeitete er als Lehrergehilfe an einer Kirchenschule in Mitau. Während seiner Schulzeit hörte er die Predigt eines Missionars. Beeindruckt beschloss er, selbst diesen Beruf zu ergreifen.
Ab Ostern 1889 wurde er zusammen mit Ewald Ovir am Leipziger Missionswerk ausgebildet. Ostern 1895 bestand er die Abgangsprüfung. Am 2. Juni 1895 wurde er ordiniert. Am 5. Juni desselben Jahres wurde er gemeinsam mit Ovir zum Kilimandscharo im damaligen Deutsch-Ostafrika entsandt. Am 10. August landete er in Mombasa. Am 19. September erreichte er die Missionsstation Mamba am Fuße des Kilimandscharo. Dort lernte er die Sprache der Chagga, die er missionieren sollte. Er arbeitete dort mit dem Missionar Gerhard Althaus (1866–1946) zusammen, dem späteren Vater des Theologen Georg Althaus. Am 11. Februar 1896 ging er zum Missionar Fassmann nach Moshi (heute Kidia), um dort bei der Errichtung der Missionsstation zu helfen.
Am 13. Oktober 1896 reiste Segebrock mit Ovir, einigen einheimischen Christen und 70 Lastträgern in die Gegend des Berges Meru, die drei Tagereisen entfernt lag. Hier wollten sie eine neue Missionsstation in Usangi im nördlichen Pare-Gebirge errichten, die erste in dieser Region. Grund für den Befehl war die gestiegene Wahrscheinlichkeit, dass die Väter der Kongregation vom Heiligen Geist eine römisch-katholische Station im selben Gebiet errichten könnten. Dieser Gründung wollte man zuvorkommen. Einige Lastenträger erreichten einige Tage später zuerst das Ziel und konnten bei ihrer Rückkehr zu den Missionaren berichten, dass sie vom örtlichen Mangi Matunda freundlich aufgenommen worden waren. Die Missionare und die wenigen verbliebenen christlichen Begleiter fühlten sich infolgedessen sicher.
Hinzu kam, dass in der Nähe eine Askari-Schutztruppe unter Führung von Hauptmann Kurt Johannes, des hier zuständigen Stationschefs von Moshi, lagerte. Dieser warnte sie allerdings vor aufständischen Arusha- und Meru-Kriegern. Bei den Arusha handelt es sich um ein Volk der Massai, nach denen heute die Region Arusha benannt ist. Johannes hatte im Jahre 1895 einen Überraschungsangriff auf die Arusha verübt.
Einige einheimische Krieger, die nicht Matunda unterstanden, überfielen bei einem ebenfalls überraschenden Vergeltungsschlag gegen den Hauptmann in der Nacht zum 20. Oktober 1896 sowohl das Lager der Soldaten als auch das der Missionare, um ein weiteres Vordringen von Europäern zu verhindern. Da das Militärlager umzingelt war, konnten die Soldaten den Missionaren nicht helfen. Die einheimischen Krieger umstellten das Zelt von Segebrock und Ovir und töteten sie nach einem nur kurzen Kampf mit zahlreichen Speeren, während Johannes mit dem Leben davonkam. Ovir soll zuvor den Angreifern zugerufen haben: „Ich sterbe, aber ich danke euch!“ Auch drei der einheimischen christlichen Begleiter starben bei dem Angriff, während zwei gefangen genommen wurden.
Drei der Begleiter konnten entkommen und über den Angriff und Ovirs letzte Worte berichten, die auch von den in der Nähe befindlichen einheimischen Soldaten bezeugt wurden. Einer der christlichen Begleiter sagte wenig später dem Missionar Müller gegenüber aus, die Verletzungen der Missionare seien so zahlreich gewesen „wie wenn du einem ein Fischernetz überwirfst und jede Masche mit dem Speer zeichnest“.

## Nachwirkungen
Die Missionare wurden von den Soldaten am Ort ihres Todes, nahe Akeri, begraben.
Als Hauptmann Johannes die deutsche Verwaltung in Moshi erreichte, wurde eine Strafexpedition unter Leutnant Moritz Merker geplant. Dieser zog mit 100 Askari vom Volk der Chagga in die Region des Überfalls und begann am 31. Oktober den Vergeltungsschlag. Nach dreiwöchigen Kämpfen, die mehreren hundert Einheimischen das Leben kosteten, mussten die Meru ihre Gewehre abgeben und eine große Menge Elfenbein als Tribut zahlen. Ihre Häuser und Nahrungsreserven wurden zerstört. Johannes erlangte auf diese Weise die Kontrolle über die Region, es kam aber noch über Jahre hinweg zu bewaffneten Auseinandersetzungen.
In Deutschland gefährdete der tödliche Angriff auf Segebrock und Ovir die finanzielle Unterstützung der Leipziger Mission in Deutsch-Ostafrika. Die Missionsleitung reagierte darauf, indem sie die beiden getöteten Missionare zu Märtyrern stilisierte, was durch Ovirs letzte überlieferte Worte vereinfacht wurde, um ihre Unterstützer enger an sich zu binden. Am 10. November 1896 wurde in der Leipziger Nikolaikirche eine Gedächtnispredigt für Segebrock und Ovir anlässlich der Jahresfeier des dortigen Missionszweigvereins gehalten. Darin wurde die Situation der Mission mit der eines siegreichen Feldherrn verglichen, der durch den Tod seiner Soldaten zu weiterem Kampf angestachelt würde, anstatt diesen aufzugeben. Das Motiv, dass das Blut der Missionare zu weiterer Missionsarbeit verpflichten würde, wurde in vielen Veröffentlichungen zum Tod Segebrocks und Ovirs aufrechterhalten, auch noch in späterer Zeit.
Im Jahre 1900 drückte Carl Paul, ein späterer Direktor der Missionsgesellschaft, die Hoffnung aus, dass andere an die Stelle der „gefallenen“ Missionare treten würden und dass der Ort ihres Todes „geweihter Boden“ sei. Er hoffte auf die Errichtung einer Kapelle an dieser Stelle als Zeichen des letztendlichen Sieges des Christentums.
1902 hatte sich die Leipziger Mission im Meru-Gebiet durchgesetzt. Das Märtyrergrab wurde ausgebaut, instand gehalten, oft fotografiert und so in Deutschland bekannt gemacht, um Unterstützung für die Mission zu erreichen. Auch für die entstehende Chaggakirche wurde es zum wichtigen Symbol. Der so gepflegte Märtyrerkult um Segebrock und Ovir motivierte auch andere, für die Leipziger Mission zu missionieren, beispielsweise Hugo Stelzner, der bekannte, ein Buch über die beiden Missionare habe ihn in den Missionsdienst geführt.
Trotz der gewaltsamen Kolonisation, die damals mit der Mission verknüpft wurde, existieren heute zahlreiche christliche Gemeinden zwischen Kilimandscharo und Meru. Neben dem Grab Segebrocks und Ovirs befindet sich heute die Kirche des Dorfes.

## Gedenktag
20. Oktober im Evangelischen Namenkalender.
Der Gedenktag wurde zunächst inoffiziell von Jörg Erb für sein Buch Die Wolke der Zeugen (Kassel 1951/1963, Bd. 4, Kalender auf S. 508–520) eingeführt. Die Evangelische Kirche in Deutschland übernahm im Jahre 1969 diesen Gedenktag in den damals eingeführten Evangelischen Namenkalender, seitdem hat dieser evangelische Gedenktag offiziellen Charakter.